# Euacidalia rosea
Euacidalia rosea är en fjärilsart som beskrevs av W. Warren 1897. Euacidalia rosea ingår i släktet Euacidalia och familjen mätare. Inga underarter finns listade i Catalogue of Life.